# 傅豎眼
傅豎眼（ふ じゅがん、460年 - 529年）は、北魏の軍人。本貫は清河郡。

## 経歴
傅霊越の子として生まれた。沈着毅然として勇敢であり、若くして父に似た風格があった。北魏に入ると、鎮南将軍の王粛に見出されて、その下で参軍をつとめた。王粛の征戦に従って、戦功を重ね、給事中・歩兵校尉・左中郎将に転じた。常に統軍をつとめ、東西の征戦に参加した。宣武帝のときに建武将軍の号を受けた。景明4年（503年）、豎眼は揚州刺史の任城王元澄の南征に従い、大峴に拠る南朝梁の龍驤将軍李伯由を破って、大峴を攻め落とした。続けて白塔・牽城を包囲すると、数日のうちに梁軍は逃散した。しかし梁の南梁郡太守の馮道根が守る阜陵城を攻撃して敗れた。そのまま豎眼は合肥に駐屯して、梁の民数千戸を帰順させた。
正始2年（505年）、武興氐の楊集義が反乱を起こし、その兄の子の楊紹先を武興王に立てて、関城を攻囲した。梁州刺史の邢巒が豎眼を派遣して楊集義を討たせた。楊集義はこれを迎え討とうとしたが、豎眼は氐軍を連破して楊集義を敗走させ、勝利に乗じてそのまま武興を攻め落とした。豎眼は洛陽に凱旋すると、仮節・行南兗州事とされた。豎眼は人々をなだめ落ち着かせるのを得意としており、南人の多くがかれに帰順した。
豎眼は昭武将軍・益州刺史に転じた。北魏の益州はこのとき初めて設置され、州境には巴や獠といった少数民族が割拠していた。豎眼は羽林虎賁の兵300人を給与され、号を冠軍将軍に進めた。延昌2年（513年）、豎眼は梁の南安に進攻したが、梁の将軍の張斉と対峙して退却した。延昌3年（514年）、高肇が蜀に遠征すると、豎眼は仮の征虜将軍・持節となり、歩兵3万を率いて先行し、梁の北巴州を攻撃した。梁は魏軍が西征すると聞いて、その寧州刺史の任太洪を派遣して陰平路からひそかに益州の北境に入らせ、氐や蜀の人々を扇動し、補給路を断とうとした。延昌4年（515年）に北魏の宣武帝が死去したため、高肇が遠征軍を撤退させた。梁の任太洪はこれに乗じて現地民を扇動し、東洛・除口の2戍をにわかに攻め落とすと、梁の援軍が続けて到着すると偽って喧伝したことから、氐や蜀の人々はこれを信じて梁になびいた。任太洪が氐や蜀の兵数千を率いて関城を包囲すると、豎眼は寧朔将軍の成興孫を派遣してこれを討たせた。成興孫の軍が白護に宿営すると、任太洪はその輔国将軍任碩北らに兵1000を率いさせて派遣し、虎徑南山に3営を置いて成興孫を迎撃させることにした。成興孫は諸部隊を分遣して、3営を攻撃し、いずれも撃破した。任太洪はさらに軍主の辺昭らに氐や蜀の兵3000を率いさせて派遣し、成興孫の柵を攻撃させた。成興孫は奮戦したが、流れ矢に当たって戦死した。豎眼はさらに統軍の姜喜や季元度を東からひそかに進軍させ、迂回して西崗に進ませ、任太洪の後方に出ると、挟み撃ちにして辺昭らを破った。辺昭と任太洪の前部の王隆護を斬首した。これにより任太洪と関城の5柵を守る梁兵は逃げ散った。
豎眼は清廉正直な性格で、産業を営まず、衣食のほかには、俸禄の粟帛を使って少数民族の首長に食事をふるまったり、兵士に分配したりした。豎眼が州境の保全と民生の安定につとめたことから、少数民族たちは連れ立って北魏に帰順し、蜀の民衆で軍に志願する者が相次いだ。豎眼はたびたび刺史の退任を求め、元法僧が代わって益州刺史となることになった。豎眼の退任を惜しんで追いすがる益州の民衆たちの列が数百里にわたって続いた。豎眼は洛陽に帰還すると、征虜将軍・太中大夫の位を受けた。梁の将軍の趙祖悦が硤石に入って駐屯し、寿春に迫っていた。北魏の鎮南将軍の崔亮がこれを討つことになり、豎眼はその下で持節・鎮南軍司となった。
元法僧が益州に着任すると、統治に失敗して民衆の反抗が続発した。熙平元年（516年）、梁の信武将軍・衡州刺史の張斉が民心の混乱に乗じて晋寿郡に進入し、葭萌・小剣の諸戍を陥落させ、北魏の益州州城を包囲した。北魏の朝廷は駅伝で急報して豎眼を淮南から召還した。豎眼が洛陽に到着すると、右将軍・益州刺史とされた。まもなく散騎常侍・平西将軍の位を加えられ、仮の安西将軍・西征都督となり、兵3000を率いて張斉を討つことになった。豎眼が梁州に進出すると、梁の冠軍将軍勾道侍や梁州刺史任太洪ら十数将が在所の塞で抵抗したが、豎眼は3日のうちに200里あまりを転戦し、9回の勝利を挙げた。現地民の統軍の席広度らが各所で梁軍を迎撃し、任太洪や梁の征虜将軍楊伏錫らを斬首した。張斉は兵を率いて西に撤退し、葭萌に逃れた。益州の民衆は豎眼が再び刺史となったと聞いて、喜んで道を迎える者が日に百を数えた。
先立って梁の信義将軍・都統白水諸軍事の楊興起と征虜将軍の李光宗が白水旧城を襲って占拠していた。豎眼は虎威将軍の強虯と陰平王楊太赤に命じて兵1000あまりを率いて夜間に白水を渡らせ、夜明けに交戦すると、梁軍を破り、楊興起を斬首し、白水旧城を奪回した。さらに統軍の傅曇表らを派遣して梁の寧朔将軍王光昭を陰平で破った。梁の張斉は白水を防衛線として、葭萌に駐屯していた。豎眼は諸将を分遣して水陸からこれを討たせた。張斉は寧朔将軍の費忻に兵2000を率いさせて迎え撃たせた。北魏の軍主の陳洪起は奮戦してこれを破り、勝利に乗じて追撃し、夾谷3柵に到達した。北魏の統軍の胡小虎が四面からこれを攻めると、3柵はともに潰えた。張斉は自ら驍勇2万人あまりを率いて魏軍と交戦し、豎眼は諸将に命じて同時に攻撃させた。北魏の軍主の許暢が梁の雄信将軍牟興祖を斬り、軍主の孔領周が張斉に射かけてその足に的中させた。これにより魏軍は梁軍を破り、多くの梁兵を捕斬した。張斉は虎頭山の下に柵を立てて、梁の将軍の任令崇に西郡に駐屯させた。豎眼がさらに部隊を派遣してこれを討つと、任令崇の兵は夜間に逃亡した。豎眼はそのまま進軍して張斉を討ち、その2柵を破り、1万人あまりを斬首した。張斉は重傷を負って敗走した。小剣・大剣の梁軍は城を棄てて西走した。
豎眼は刺史の任を解くよう上表したが、許可されなかった。散騎常侍のまま安西将軍・岐州刺史に転じた。さらに散騎常侍・安西将軍のまま梁州刺史に転じた。まもなく仮の鎮軍将軍・都督梁西益巴三州諸軍事となった。孝昌元年（525年）、梁の北梁州長史の錫休儒・司馬魚和・上庸太守姜平洛ら十軍が兵3万を率いて、直城に進入してきた。豎眼は子の傅敬紹を直城への援軍に派遣した。傅敬紹は梁軍の帰路を断ち、統軍の高徹・呉和らを率い梁軍と決戦してこれを破り、3000人あまりを捕斬した。錫休儒らは魏興郡に逃げ帰った。
六鎮の乱以降、北魏の情勢は騒然としてきており、傅敬紹は梁州に割拠しようと、南鄭の占拠を企んだが、露見して城兵に捕らえられた。豎眼は報告を受けて息子を殺さざるをえなかった。豎眼は恥辱と瞋恚のすえに病を発した。永安2年（529年）、死去した。享年は70。征東将軍・吏部尚書・斉州刺史の位を追贈された。孝武帝の初年、重ねて散騎常侍・車騎将軍・司空公・相州刺史の位を贈られた。

## 子女
- 傅敬和（長子、青州鎮遠府長史をつとめた。孝荘帝のとき、益州刺史となり、父の遺恵のためといわれた。益州では収奪をおこない、酒を好んで色をたしなみ、遠近の失望を買った。梁の将軍の樊文熾に州城を包囲されると、降伏して江南に送られた。後に梁の武帝は東魏の高歓と通じようと、敬和を帰国させ、和平の意を伝えさせた。敬和は北徐州刺史に任じられたが、やはり飲酒にふけって反乱軍の襲撃を受け、城を棄てて逃走した。免官され、家で死去した）[13][14]
- 傅敬仲（酒を好んで行いが軽薄であった）[13][11]
- 傅敬紹（書伝を読むのを好んだが、陰険暴虐で人を憐れまず、財貨を集めて色にふけり、民衆を害して恨まれた。南鄭の占拠を図って、妾の兄の唐崑崙に城を包囲させ、敬紹は内から呼応しようとした。事が露見して城兵に捕らえられ、殺害された）[13][11]

## 伝記資料
- 『魏書』巻70 列伝第58
- 『北史』巻45 列伝第33
- 魏使持節散騎常侍司空公都督相州諸軍事車騎大将軍武強県開国子傅公墓誌銘（傅豎眼墓誌）